# Équipe cycliste féminine Memorial Santos-Fupes
L'équipe cycliste Memorial Santos-Fupes est une équipe cycliste féminine brésilienne, créée en 2018. Elle court avec une licence UCI entre 2019 et 2021, date de sa disparition. 

## Encadrement
Le directeur sportif est Arthur Pereira. Le représentant de l'équipe auprès de l'UCI est Claudio Araujo.

## Memorial Santos-Fupes en 2020

### Effectif
| Effectif 2020          | Effectif 2020     | Effectif 2020 | Effectif 2020                     |
| Cycliste               | Date de naissance | Pays          | Équipe précédente                 |
| ---------------------- | ----------------- | ------------- | --------------------------------- |
| Adriele Alves Mendes   | 17 janvier 1995   | Brésil        |                                   |
| Thayna Araujo Lima     | 10 janvier 1997   | Brésil        |                                   |
| Priscila Braga         | 9 janvier 1987    | Brésil        |                                   |
| Camila Coelho Ferreira | 27 mars 1988      | Brésil        |                                   |
| Giovana Cruz Corsi     | 20 juin 1983      | Brésil        |                                   |
| Sharon Dommanschet     | 5 janvier 1998    | Pays-Bas      | TWC de Kempen Dames (2018)        |
| Jennifer George        | 9 avril 1983      | Royaume-Uni   | Torelli-Assure (2019)             |
| Tara Gins              | 2 décembre 1990   | Belgique      | Health Mate-Cyclelive Team (2018) |
| Lisa Groothuesheidkamp | 15 juillet 1996   | Curaçao       | Watersley International (2019)    |
| Ana Paula Polegatch    | 21 octobre 1988   | Brésil        | Servetto Footon (2016)            |
|                        |                   |               |                                   |
| Source : UCI           |                   |               |                                   |

### Victoires

#### Sur route
| Victoires | Victoires | Victoires | Victoires | Victoires | Victoires |
| Date      | Course    | Pays      | Classe    | Vainqueur |           |
| --------- | --------- | --------- | --------- | --------- | --------- |

### Classement mondial
| Classement UCI | Classement UCI | Classement UCI | Classement UCI |
| Coureuse       | Coureuse       | Pays           | Points         |
| -------------- | -------------- | -------------- | -------------- |